# نورا ماري كروفورد
نورا ماري كروفورد (بالإنجليزية: Nora Mary Crawford)‏ هي ضابطة شرطة نيوزيلندية، ولدت في 25 يونيو 1917 في هاويرا ‏ في نيوزيلندا، وتوفيت في 1997.